# Миколаєнко Алла Юріївна
Алла Миколаєнко (17 грудня 1990, м. Конотоп, Сумська область, Україна) — українська поетеса, журналіст, редактор, член Національної спілки письменників України.

## Життєпис
Навчалася в Інституті журналістики і міжнародних відносин Київського національного університету культури і мистецтв за спеціальністю «Видавнича справа та редагування».
Кандидат наук із соціальних комунікацій, викладач.
У квітні 2014 прийнята до Національної спілки письменників України за Програмою підтримки творчої молоді.
Мешкає в Києві.

## Творчість
Авторка збірок:
- «Корекція зору» (Тернопіль, 2013),
- «Наперсток для відьми» (Київ, 2013),
- «Бедлам» (Київ, 2018)

Вірші Алли Миколаєнко перекладені білоруською, японською, англійською, польською, азербайджанською мовами.
Авторка наукових статей з історії видавничої справи українців в еміграції та монографії «Смолоскип (1967-2017): від Америки до України»(2018).

## Відзнаки
- Міжнародна премія імені Олеся Гончара — за збірку поезій «Затемнення води» (2016);
- лауреат  премії видавництва «Смолоскип» ім. Олега Ольжича (2014);
- лауреат літературної премії «Благовіст» (2014)[2];
- Грант Президента України молодим письменникам на видання першої книжки (2013);
- дипломантка конкурсу імені Леоніда Кисельова (2013);
- дипломантка Всеукраїнського конкурсу урбаністичної поезії «УРБА-Перехрестя» (2012);
- переможниця літературного фестивалю «Ми — Суми» (2011).